# Пахкла
Па́хкла (эст. Pahkla) — деревня в волости Кохила уезда Рапламаа, Эстония. 

## География и описание
Расположена в 7 километрах к востоку от волостного центра — посёлка Кохила, и в 22 километрах к северу от уездного центра — города Рапла. Высота над уровнем моря — 72 метра.
Официальный язык — эстонский. Почтовый индекс — 79742.

## Население
По данным переписи населения 2011 года, в деревне проживали 157 человек, из них 144 (91,7 %) — эстонцы.
По данным переписи населения 2021 года, в деревне проживал 171 человек, из них 149 (87,6 %) — эстонцы.
Численность населения деревни Пахкла по данным переписей населения:
| Год  | 1959 | 1970 | 1979  | 1989  | 2000  | 2011  | 2021  |
| ---- | ---- | ---- | ----- | ----- | ----- | ----- | ----- |
| Чел. | 88   | ↗ 89 | ↗ 105 | ↗ 307 | ↘ 125 | ↗ 157 | ↗ 171 |

## История
Деревня впервые упоминается в 1433 году (Pachel). До 1977 года на территории Пахкла располагалось 5 деревень: Висья, Джунгли, Метсакюла, Раяла и Тамсалу. В 1868-1962 годах в Пахкла действовала школа. В конце 60-х годов XX века в пахкласком лесу обосновалась советская ракетная база, просуществовавшая до 1994 года.
На территории Пахкла находится крупный валун, носящий звание Короля камней Эстонии (Eestimaa kivide kuningas). Недалеко от Пахкла, в деревне Ангерья, находится озеро Алести.

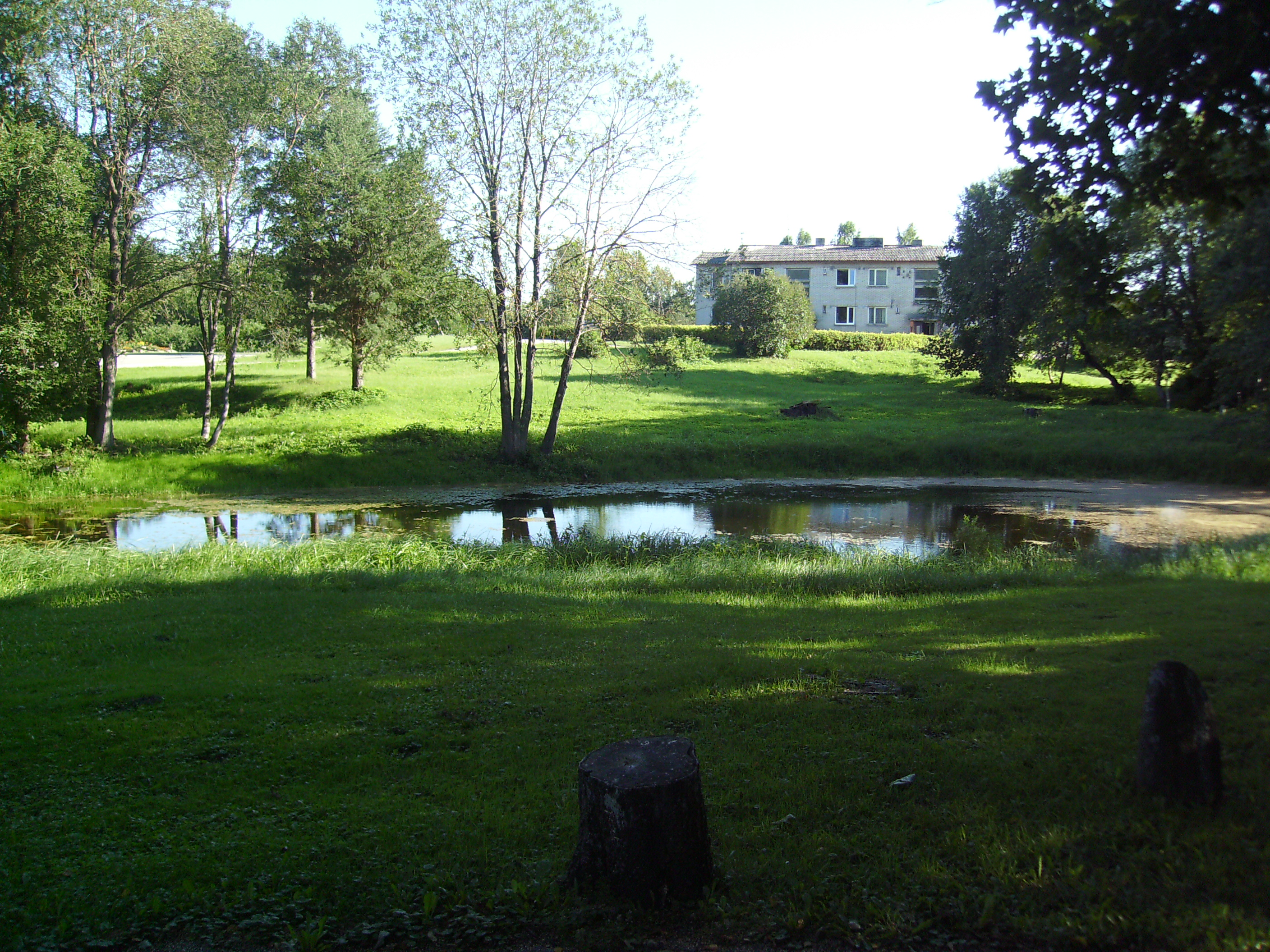
Деревенский пруд
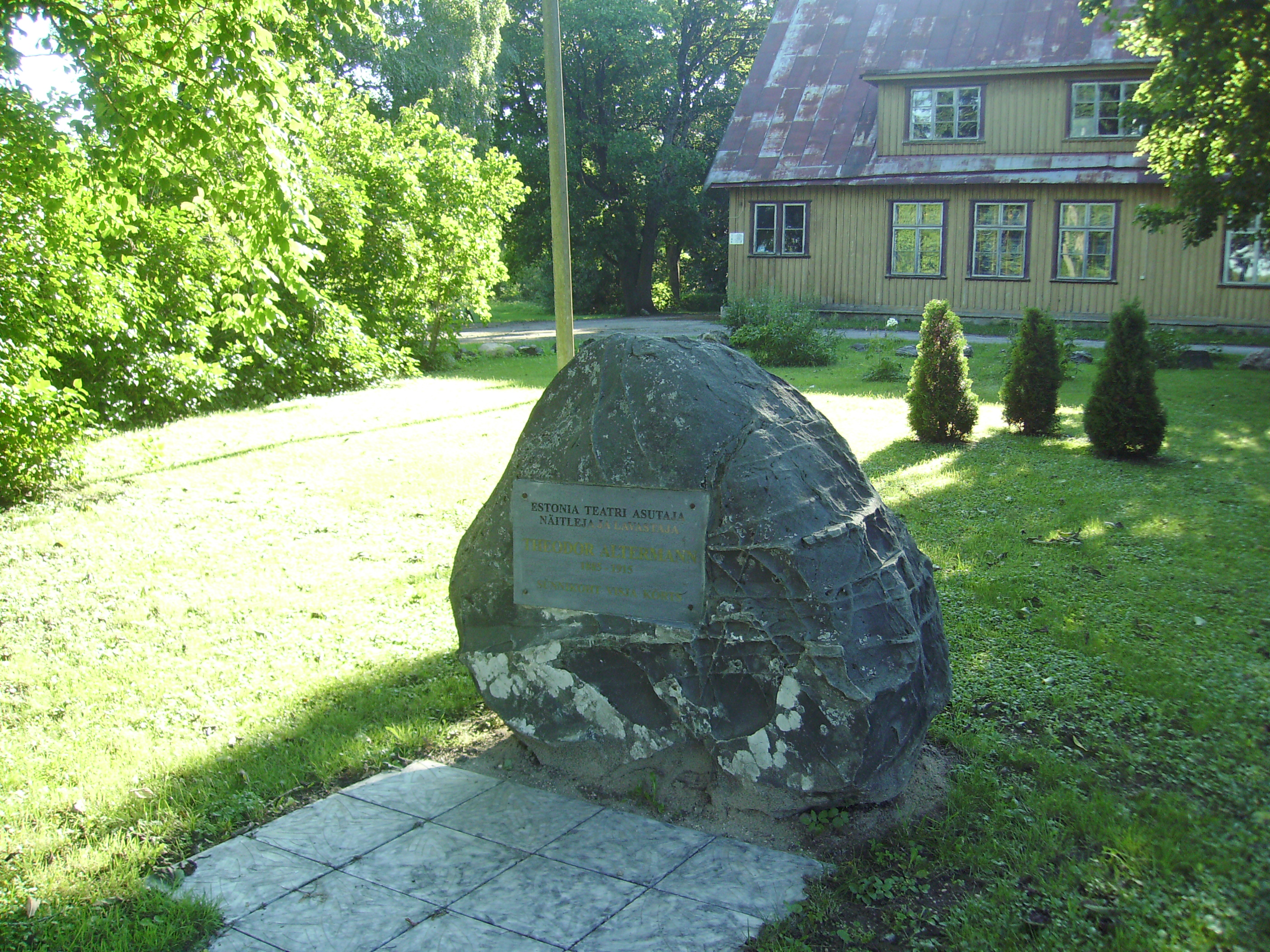
Памятный камень в честь Теодора Альтерманна